# Roby Zucchi
Luigi Zucchi, detto Roby (Genova, 9 ottobre 1951), è uno sciatore nautico e dirigente sportivo italiano della Federazione Italiana Sci Nautico.

## Carriera
Tesserato per il Club Mergozzo di Pallanza, iniziò a gareggiare a dieci anni sul Lago Maggiore e nel 1962 era già campione d'Italia categoria allievi.
Nel 1966 vinse il primo titolo italiano slalom e figure; fino alla fine della sua carriera avrebbe vinto 25 titoli assoluti, di cui 12 nello slalom.
Fu il primo italiano a vincere un oro mondiale nella disciplina dello slalom nel 1975.
Inoltre fu l'unico vincitore dell'oro olimpico nello slalom dello sci nautico; lo vinse alle Olimpiadi del 1972 sulle acque di Kiel. Fu l'unica volta in cui questo sport era entrato a far parte dei Giochi Olimpici, come sport dimostrativo, pertanto tale oro non entrò nel medagliere ufficiale.
Vinse 12 titoli europei; il primo nel 1968 a Bendfont in Inghilterra quando si aggiudicò slalom e combinata.

## Biografia
Terminata la carriera si laureò in giurisprudenza e si sposò.
Diresse nel frattempo una scuola di sci nautico a Mergozzo (Novara) che dal '91 si fece per prima promotrice in Italia dell'attività per disabili. Dal 1977 all'80 e dal 1985 al 1992 fu responsabile del settore tecnico ed agonistico, quindi consigliere federale e nel 1992 fu eletto Presidente della Federazione, incarico che gli venne rinnovato per tre mandati consecutivi, fino al 2004.
Curiosità: il suo nome di battesimo è Luigi, ma tutti lo hanno sempre chiamato Roby, soprannome che gli diede suo nonno perché, da piccolo, camminava come un robot.